# أحمد عبيد الله المنتشري
أحمد بن عبيدالله بن عساف آل الأصم المنتشري،1387 هـ/1967 هو شاعر نبطي، سعودي

## حياته ونشأته
ولد في عام 1387 هـ/1967 بقرية الحاجرة ببلاد بني المنتشري بتهامة، المملكة العربية السعودية.

### حياته
عمل أحمد بالخدمات الطبية للقوات المسلحة لمدة 24 عام متنقلاً في أكثر من مستشفى ووحدة طبية ميدانية أو إدارية بالقوات المسلحة بمهنة (فني عيون).
له من الأبناء 4 أبناء و3 بنات أكبرهم عبد العزيز. وهو الابن الثالث لعبيدالله بن عساف بن عبد الله آل الأصم المنتشري إمام وخطيب جامع الحاجرة ببني المنتشري.

## إنتاجه الشعري
- له قصائد دينية واجتماعية ووجدانية.[2]
- أقام أكثر من أمسية شعرية في مكة المكرمة ومحافظة القنفذة ومحافظة العرضيات مسقط رأسه.
- له مشاركات في أكثر من موقع ومنتدى أدبي بالشبكة العنكبوتية والمطبوعات الورقية.
- لدية ديوانه الإلكتروني بموقع شعر.